# Theridion piriforme
Theridion piriforme är en spindelart som beskrevs av Lucien Berland 1938. Theridion piriforme ingår i släktet Theridion och familjen klotspindlar. Inga underarter finns listade i Catalogue of Life.